# Deutschmeister Schützenkorps

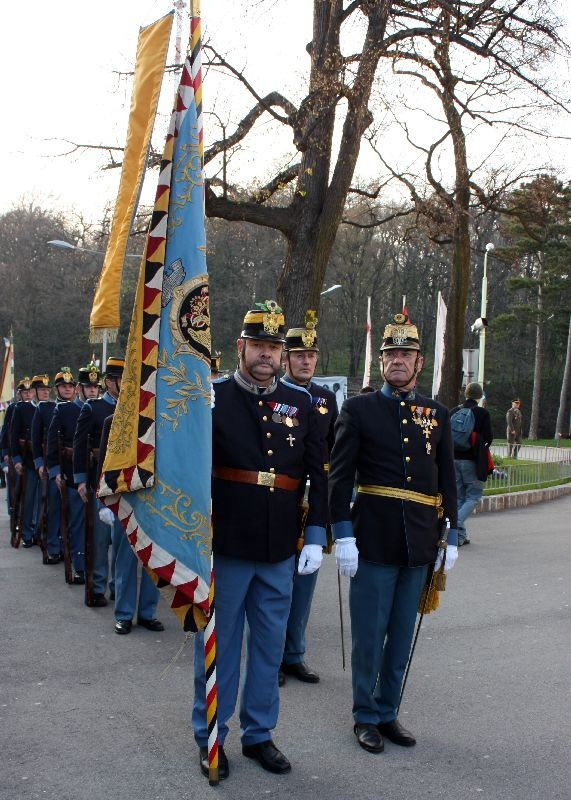
Deutschmeister Schützenkorps in Marschformation mit Fahne

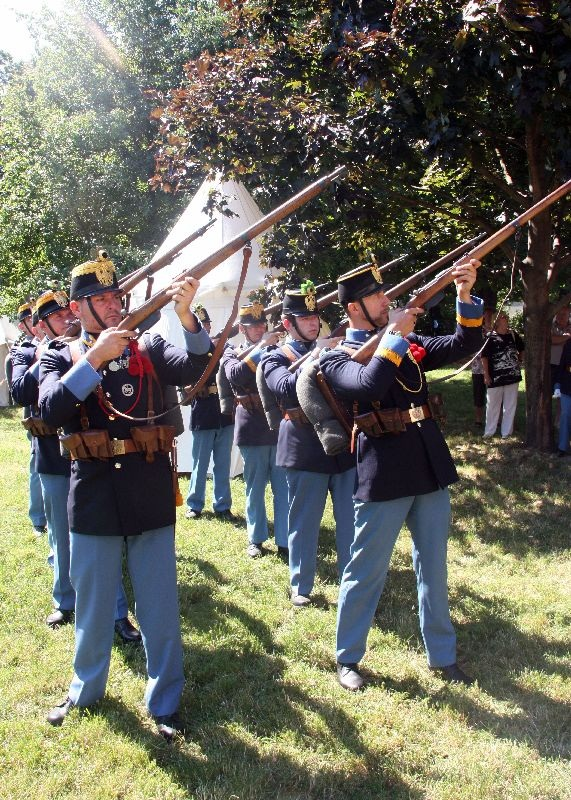
Deutschmeister Schützenkorps beim Salutschuss

Das Deutschmeister Schützenkorps ist ein österreichischer, uniformierter Verein, dessen Vereinszweck die Traditionspflege der österreichischen k.u.k. Armee ist. Vereinssitz ist Wien. Kommandant und Obmann ist Schützenmajor Alfred Cunat.
Der Verein wurde 1897 zur Unterstützung des Wiener Hausregiments „Hoch- und Deutschmeister“ gegründet. Heute ist die Hauptaufgabe des Korps die Pflege der Tradition der k.u.k. Armee.
Das Korps ist als Verein organisiert und widmet seine Vereinstätigkeit der Erforschung der Geschichte des Korps und des k.u.k. Infanterieregiments Nr. 4 „Hoch- und Deutschmeister“ sowie der Kameradschaftspflege. Es nimmt an Schießwettbewerben und Ausrückungen in historischer Uniform zu den verschiedensten Veranstaltungen des Bundes, der Gemeinden und Privater im In- und Ausland teil.
Bei Ausrückungen und feierlichen Anlässen trägt das Schützenkorps die Uniform des k.u.k. Infanterieregiments Nr. 4 „Hoch- und Deutschmeister“ des Jahres 1911, die es ab seiner Mobilisierung 1914 tatsächlich getragen hat.
Das Schützenkorps wird, abhängig von der jeweiligen Veranstaltung, von einer Musikkapelle in traditioneller Uniform sowie von weiblichen Vereinsmitgliedern in der Uniform der Marketenderin oder in traditionellen Kleidern der Jahrhundertwende 19./20. Jahrhundert begleitet.
Die Traditionspflege der k.u.k. Armee erfolgt in enger Zusammenarbeit mit dem Jägerbataillon Wien 1 „Hoch- und Deutschmeister“ des Österreichischen Bundesheeres.

## Geschichte

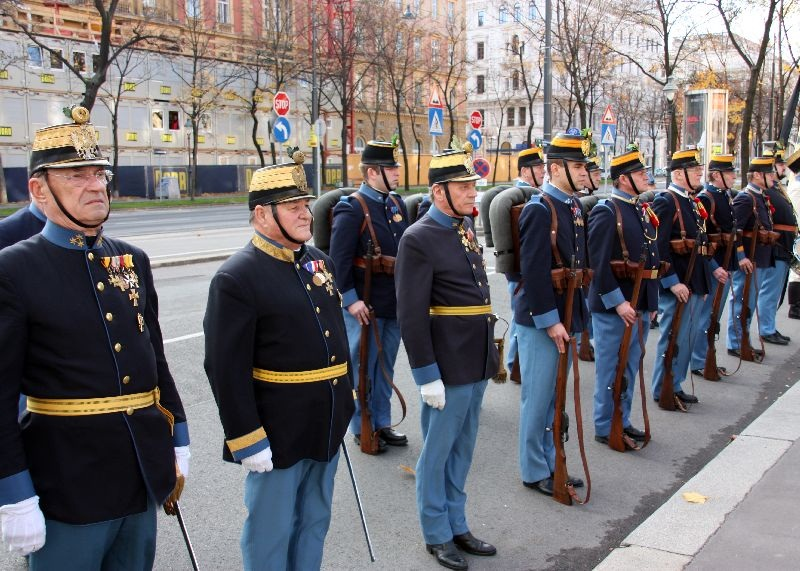
Deutschmeister Schützenkorps angetreten zum Totengedenken

### Entstehung und k.u.k. Zeit
1896 feierte das Wiener Hausregiment, das k.u.k. Infanterieregiment Nr. 4 „Hoch- und Deutschmeister“, sein zweihundertjähriges Bestehen. Vom 5. Bis 9. September wurde in Wien ein vom Wiener Gemeinderat organisiertes Volksfest gefeiert, zu dem das gesamte Regiment aus allen Teilen Österreichs in Wien zusammengezogen wurde. Im Zuge des Festes erfolgte am 7. September 1896 auch die Grundsteinlegung des Deutschmeisterdenkmales am Schottenring.
Die große Begeisterung in der Bevölkerung Wiens für „die Deutschmeister“ führte im Zuge dieses Festes zu der Idee, eine Vereinigung für alle jene Männer zu gründen, die an den Deutschmeistern Interesse hatten und nicht in dem Regiment gedient hatten – es gab bereits mehrere Vereinigungen für ehemaligen Regimentsangehörige. Der Wiener Stadtrat Felix Hraba, der die Idee zur Gründung des Vereins hatte, gründete 1897 das Schützenkorps, dem praktisch jedermann, der einen entsprechenden Leumund hatte, beitreten konnte.
Das Protektorat über das Korps übernahm der letzte „Hoch- und Deutschmeister“ des Deutschen Ritterordens, Erzherzog Eugen, der auch der letzte Regimentsinhaber war. 1899 stiftete die Schwester von Erzherzog Eugen, Erzherzogin Elisabeth-Maria, eine Fahne, die sich noch heute im Besitz des Korps befindet.
Im neu gegründeten Schützenkorps konstituierte sich ein Komitee zur Planung des Deutschmeisterdenkmals, welche zunächst die Hauptaufgabe des Korps war.
Die Enthüllung des Denkmals fand am 29. September 1906 statt.
1911 erhielt das Schützenkorps die Erlaubnis, den kaiserlichen Reichsadler und scharfe Waffen zu führen.
Das Schützenkorps sah in der Folge seine Aufgaben in der Traditionspflege und der Ausbildung noch nicht eingerückter oder für den Wehrdienst untauglicher Männer auf militärischer Ebene und im scharfen Schuss. Pro Jahr wurden im Durchschnitt 180 Männer ausgebildet.

### Das Korps im Ersten Weltkrieg
Im September 1914 wurde das Korps durch kaiserlichen Erlass mobilgemacht und somit ein Teil der regulären kaiserlichen Armee. Am 3. und 4. Oktober des gleichen Jahres wurde es als „Landsturmregiment Deutschmeister Schützenkorps“ vereidigt. Während der größte Teil der Mitglieder des Korps im Laufe des Krieges Dienst an der Front versah, wurden die nicht wehrpflichtigen Korpsmitglieder dem Wiener Stadtkommandanten unterstellt und versahen in der Uniform des Schützenkorps ihren Dienst; sie versahen Wachtdienste im Ministerium, in Gefangenenlagern und bei Truppentransporten. Vor allem aber wurden militärische Ehrenwachen und Kondukte durch das Schützenkorps durchgeführt. Insgesamt kamen etwa zweitausend Mitglieder des Korps während des Krieges zum Einsatz.

### Zwischenkriegszeit
Nach dem Ende des Ersten Weltkrieges rüstete das Korps gemeinsam mit der k.u.k. Armee ab und wurde als privater Verein weitergeführt. Der erste Vereinszweck war es, die aus dem Krieg heimgekehrten Korpsmitglieder zu erfassen.
Am 17. und 18. September 1922 fand die 25-Jahr-Feier des Schützenkorps statt, bei der eine Urkunde zur Ergänzung des Deutschmeisterdenkmals geweiht wurde. Im selben Jahr gelang es auch, den amtierenden Verteidigungsminister Carl Vaugoin als Ehrenprotektor für das Schützenkorps zu gewinnen.
Zu Pfingsten des Jahres 1927 feierte das Korps sein dreißigjähriges Bestehen mit einem Fest in Wien mit Fahnenweihe in der Votivkirche (diese zweite Fahne ging in den Wirren des Zweiten Weltkrieges vorerst verloren und wurde erst 1992 vom damaligen Kommandanten Josef Mühlhauser in Oberösterreich wiedergefunden und für das Korps zurückgekauft), Kranzniederlegung am Deutschmeisterdenkmal, Fest im Prater, Konzert des korpseigenen Musikzugs in Ober St. Veit und offizieller Mitwirkung des Österreichischen Bundesheeres.
Im Dezember 1929 wurde der 25. Jahrestag der Denkmalenthüllung begangen und zum Gedenken an die etwa 5.000 im Weltkrieg gefallenen Deutschmeister ein bronzener Lorbeerkranz auf den Stufen des Deutschmeisterdenkmals angebracht; auf den Kranzschleifen sind neben dem Ehrenprotektor, Verteidigungsminister Carl Vaugoin, auch sämtliche Deutschmeistervereinigungen angeführt.
Ab 1934 ging der Stand an Mitgliedern, bedingt durch partei- und staatspolitische Entwicklungen, immer mehr zurück. Nach dem Anschluss Österreichs an das Deutsche Reich wurde die Vereinsarbeit zunehmend erschwert und das Korps im Februar 1939 schließlich verboten und somit aufgelöst.

### Das Korps in der 2. Republik
Nach dem Zweiten Weltkrieg und noch während der Besatzungszeit wurde das Schützenkorps mit Genehmigung der Alliierten Besatzungsmächte als Sportschützenverein wieder gegründet. 1955, nach der wiedererlangten österreichischen Souveränität, versuchte Franz Prati, Sohn eines ehemaligen Kommandanten des Schützenkorps, in Unkenntnis der bereits erfolgten Wiederbegründung das Korps zu reaktivieren. Da der Name „Deutschmeister Schützenkorps“ bereits durch den Sportschützenverein belegt war und dieser, im Gegensatz zu Pratis Vorhaben, lediglich an sportlichem Schießen und nicht an Traditionspflege Interesse hatte, gründete Franz Prati den Verein „Altes Deutschmeister Schützenkorps“. In weiterer Folge existierten beide Nachfolgevereine des Schützenkorps nebeneinander bis 1976 die Mitgliederzahl des „Alten Deutschmeister Schützenkorps“ so weit zurückgegangen war, dass sein Gründer, Franz Prati, den Verein auflöste.
1980 wurde der traditionspflegende Teil des Schützenkorps durch Friedrich A. Nachazel zum zweiten Mal wieder gegründet. Zunächst unter dem Namen „Deutschmeister Schützenbataillon“ gegründet, kehrte das Korps 1982 wieder zum vorherigen Namen „Altes Deutschmeister Schützenkorps“ zurück. Erstmals konnten nun auch Frauen dem Schützenkorps beitreten, allerdings nicht als Uniformträgerinnen, sondern als unterstützende Mitglieder, die bei Ausrückungen und Veranstaltungen traditionelle Kleider aus der Zeit der Jahrhundertwende 19./20. Jahrhundert trugen.
Zum 85-jährigen Bestehen des Schützenkorps wurde 1982 eine neue Fahne, als Duplikat der alten, von Erzherzogin Elisabeth-Maria gestifteten und mittlerweile zerschlissenen Fahne, durch das „Alte Deutschmeister Schützenkorps“ angeschafft und unter Mitwirkung zahlreicher Traditionsvereine aus Österreich und Deutschland in der Wiener Votivkirche geweiht. Im Anschluss an die Fahnenweihe wurde eine Parade aller teilnehmenden Traditionsvereine am Wiener Heldenplatz abgehalten. Im selben Jahr wurde der „Landesverband Wien, Niederösterreich und Burgenland der Bürgergarden und Schützenkorps“ unter Federführung von Nachazel gegründet, dem das „Alte Deutschmeister Schützenkorps“ beitrat.
1984 konnte mit Unterstützung des Nationalratsabgeordneten KR Karl Dittrich ein 200 m² großes Schützenheim im Palais Festetics angemietet werden, das bis heute das Heim des Deutschmeister Schützenkorps ist.
1986 kam es schließlich zu Gesprächen zwischen dem „Alten Deutschmeister Schützenkorps“ und dem Sportschützenverein „Deutschmeister Schützenkorps“ die in einer Fusion der beiden Vereine zum heutigen „Deutschmeister Schützenkorps“ gipfelten und damit ermöglichten, dass das 90-jährige Jubiläum des Korps 1987 unter dem ursprünglichen Namen gefeiert werden konnte.

## Uniform

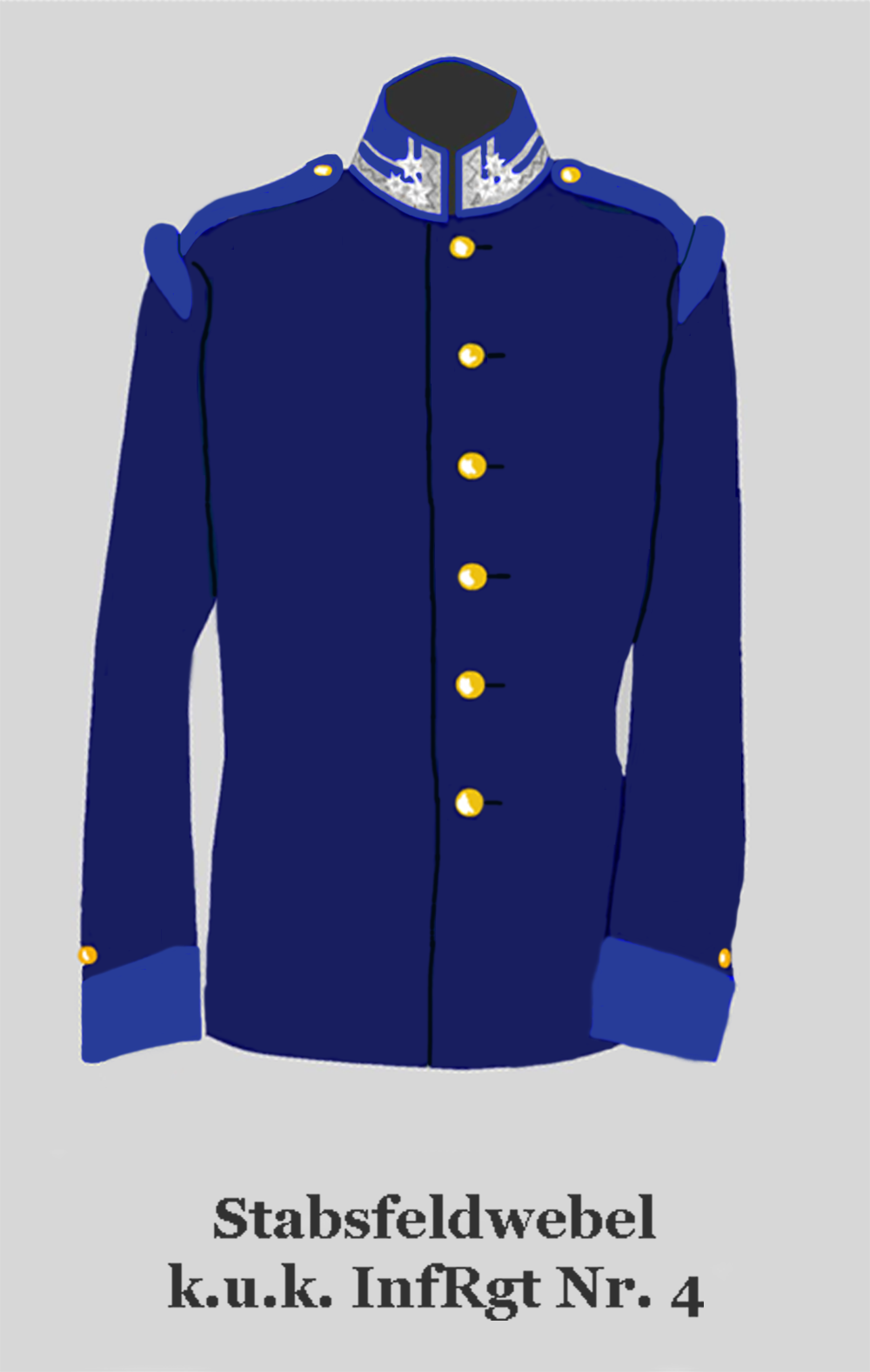
Waffenrock eines Stabsfeldwebels k.u.k. Inf Rgt Nr. 4 (Hoch- und Deutschmeister)

Das Schützenkorps trug bei seiner Gründung keine Uniform im eigentlichen Sinn. Die Kleidung der aktiven Schützen bestand vielmehr aus einem erbsengrünen Anzug und einem Jägerhut, dessen Krempe rechtsseitig hochgeschlagen war. Erst nach der Mobilmachung des Korps und dessen Einsatz als „Landsturmregiment Deutschmeister Schützenkorps“ trug das Korps kaiserliche Uniform. Heute trägt das Korps diese kaiserliche Uniform bei Ausrückungen.
Die Uniform besteht in Parade aus:
- Tschako, einem wasserdichten Helm aus schwarzem Filz; Deckel, Schirm, Kopfriemen und Sturmband sind aus schwarzem Leder, der Adler auf der Vorderseite ist aus Tombakblech, aufgesteckt die Tschakorose. Chargen und Offiziere erkennt man an verschiedenen Borten am obersten Tschakorand. Bei Paraden oder Ausrückungen werden zusätzlich die überlieferten Feldzeichen Eichenlaub oder Tannenreis aufgesteckt
- Waffenrock aus dunkelblauem Tuch, die Egalisierung (Ärmelwülste bei der Mannschaft, Kragen und Ärmelaufschläge) ist himmelblau, der Rock ist einreihig mit sechs goldenen Knöpfen zu schließen und himmelblau passepoilliert
- Dienstgrad am Kragen in Form von Borten und Sternen zu erkennen
- schwarze Halsbinde mit weißem Vorstoß wird unter dem Kragen getragen
- Pantalons (Hosen) in himmelblau
- Schuhe; Die Offiziere tragen schwarze Halbstiefel, die Mannschaft halbhohe Lederschnürschuhe.
- Handschuhe; Offiziere tragen stets weiße Handschuhe, die Mannschaft trägt unter bestimmten Voraussetzungen weiße Wollhandschuhe
- brauner Leibriemen mit einem Schloss aus Messing, der von der Mannschaft getragen wird
- gelbseidene Feldbinde, die von den Offizieren getragen wird
- Kalbfelltornister, der von der Mannschaft am Rücken getragen wird

### Waffen

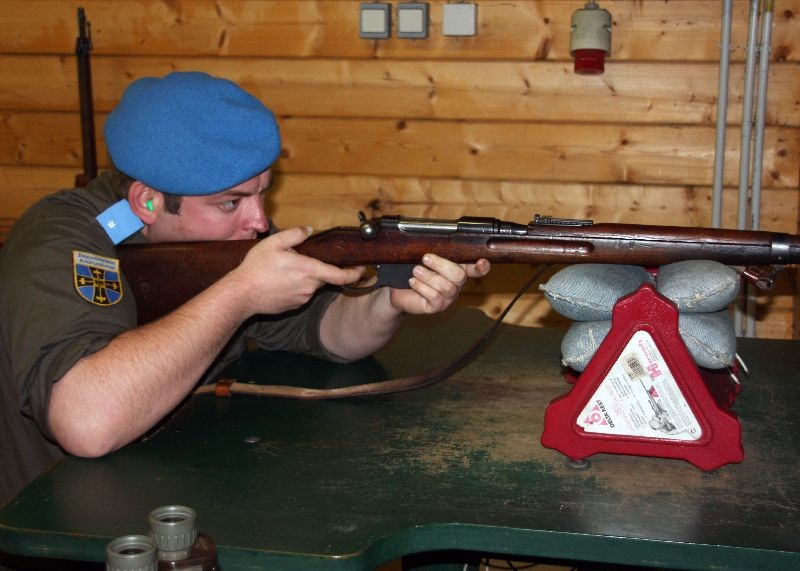
Schützen-Gefreiter des Korps mit Mannlicher M 95 im scharfen Schuss

Die Mannschaft trägt folgende Waffen:
- Bajonett in schwarz lackierter Scheide
- Patronentasche, je eine rechts und links in Parade
- Gewehr Mannlicher-Repetiergewehr „M 95“ in Parade

Die Offiziere tragen den Infanterieoffizierssäbel.
Waffen, Rüstung und Uniform entsprechen der „Adjustierungsvorschrift für die k. u. k. Fußtruppe“ aus dem Jahre 1911.

### Adjustierung 2

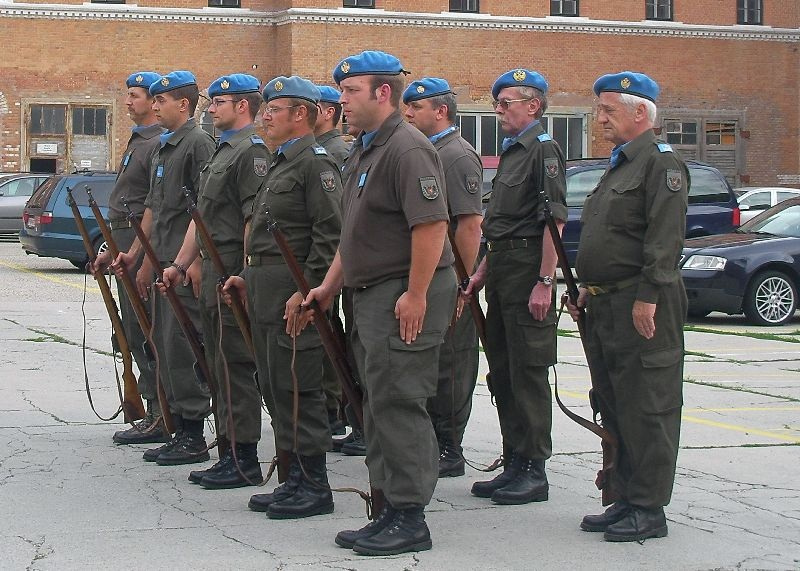
Deutschmeister Schützenkorps beim Exerzieren in „Adjustierung 2“

Für vereinsinterne Tätigkeiten, Teilnahme an Schießsportveranstaltungen und das Exerzieren verfügt das Deutschmeister Schützenkorps über eine weitere, Adjustierung 2 genannte, Uniform. Diese Adjustierung 2 entspricht weitgehend der Felduniform des Österreichischen Bundesheeres und unterscheidet sich von dieser durch folgende Besonderheiten:
- Barett in himmelblau mit goldenem Doppeladler
- Aufschiebeschlaufen für Rangabzeichen in himmelblau
- Halstuch in himmelblau
- Hoheitsabzeichen am linken Oberarm mit Doppeladler und Aufschrift Austria
- Verbandsabzeichen am rechten Oberarm mit Deutschordenskreuz und Aufschrift Deutschmeister Schützenkorps
- Olivgrüner Stoffgürtel und Messingschloss mit Wiener Wappen